# Сандата
Сандата — село в Сальском районе Ростовской области Южного федерального округа России.
Административный центр Сандатовского сельского поселения.

## История
Село Сандата основано в 1805 году при впадении реки Сандаты в реку Большой Егорлык на земле принадлежавшей кочующим народом. Название село получило от реки, при которой оно лежит. Занятие жителей состояло в хлебопашестве и разведении скота. В 1851 году жителями села была построена церковь.
По состоянию на 1897 года в селе было 1235 дворов с 1463 домами и деревянная церковь с двумя престолами. По посемейным спискам числилось 4264 душ мужского пола и 4088 душ женского пола. В селе было 14 смешанных мануфактурно-бакалейно-мелочных лавок, 2 трактира, 1 винный склад, 9 ренсковых погребов, 3 винных лавки, 3 водяных мельницы, 61 ветряная, 2 кирпичных завода, 1 кожевенный и 3 маслобойни.
До 1924 года входило в Медвеженский уезд Ставропольской губернии.
В 1909 году в селе насчитывалось 1503 двора, численность населения составляла 11 517 человек (5830 мужчин и 5687 женщин); по населению и числу дворов Сандатовское занимало третье место в пятом стане Медвеженского уезда — после сел Ново-Егорлыкское и Красная Поляна. В Сандатовском действовали: три церкви, пять школ, почта и телеграф, 22 торговых и 8 промышленных предприятий, один базар, ссудно-сберегательная касса, пожарный обоз, пять хлебо-запасных магазинов. Работали врач и фельдшер, имелось две аптеки. Постоянная ярмарка открывалась 1 октября. В селе находилось волостное правление. Действовала деревянная Покровская церковь с приделом во имя св. великомученика Прокопия, построенная в 1851 г. за 16892 руб. Две церковно-приходские школы располагались в собственных удобных зданиях с квартирами для учащихся, одна из них находилась на окраине села. Кроме них, работали два министерских одноклассных училища.
В годы Великой Отечественной войны при наступлении немцев, летом 1942 года, село Сандата обороняло 11 солдат и один сержант. Все они полегли в бою и были захоронены в братской могиле.
Во время оккупации в селе вместе с немцами был конный обоз с 40 румынами, пришедшими из Калмыкии. По приказу немцев население села рыло окопы для машин и танков, чистило дорогу до Турбуста. Перед отступлением немцы подожгли мельницу, школу, пожарную часть.
В январе 1943 года, во время наступления 28-й Армии, село переходило из рук в руки. Первыми село оставили румыны, затем очередь пришла за немцами.

## География

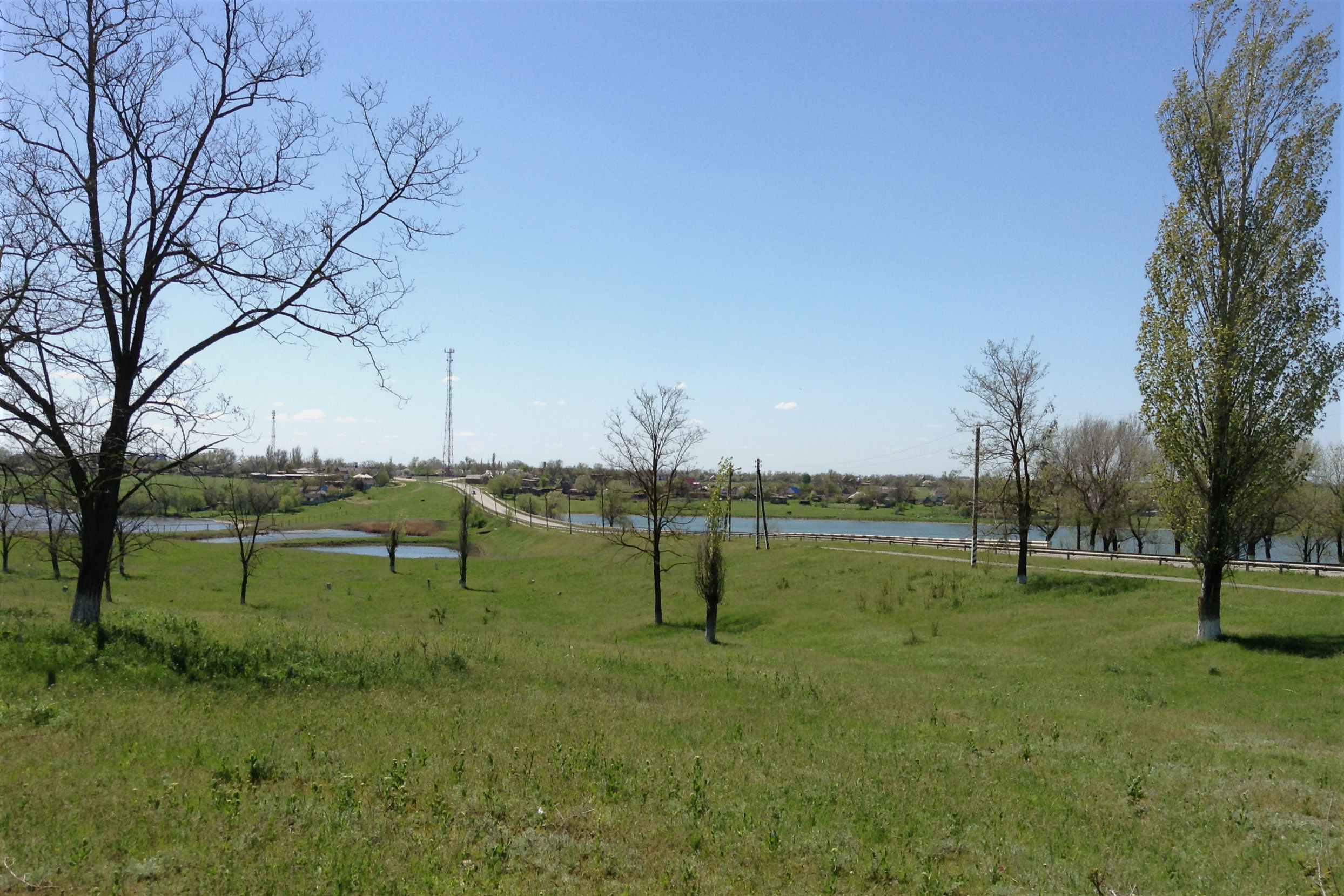
Пруды на реке Большая Сандата при въезде в село Сандата

Расположено на севере Предкавказья, в Сальской степи, при впадении реки Сандата в реку Большой Егорлык. Находится на расстоянии 26 км от города Сальска.
Село пересекает автодорога Сальск-Городовиковск.

### Уличная сеть
| - ул. Гагарина, - ул. Дорожная, - ул. Дружбы, - ул. Калинина, - ул. Карпенко В. В., - ул. Кирова, - ул. Кольцевая, - ул. Комсомольская, - ул. Красная, - ул. Ленина, - ул. Матросова, - ул. Маяковского, - ул. Мира, - ул. Набережная, - ул. Новая, | - ул. Партизанская, - ул. Победы, - ул. Полевая, - ул. Путилина, - ул. Пушкина, - ул. Садовая, - ул. Самохвалова, - ул. Северная, - ул. Советская, - ул. Социалистическая, - ул. Тельмана, - ул. Центральная, - ул. Шолохова, - ул. Энгельса, | - пер. Буденовский, - пер. Восточный, - пер. Героев, - пер. Городовикова, - пер. Дундича, - пер. Малый, - пер. Молодёжный, - пер. Первомайский, - пер. Подтелкова, - пер. Сандатовский, - пер. Чапаева, - пер. Школьный, - пер. Южный. |

## Население
Динамика численности населения
| 1873  | 1909   | 1926   |
| ----- | ------ | ------ |
| 5 223 | 11 517 | 10 601 |

| 1883 | 1884  | 2002  | 2010  |
| ---- | ----- | ----- | ----- |
| 6593 | ↗6880 | ↘4053 | ↘3658 |

| Численность населения, чел. | Численность населения, чел. | Численность населения, чел. | Численность населения, чел. | Численность населения, чел. | Численность населения, чел. |
| 1959                        | 1970                        | 1979                        | 1989                        | 2002                        | 2010                        |
| --------------------------- | --------------------------- | --------------------------- | --------------------------- | --------------------------- | --------------------------- |
| −                           | −                           | −                           | −                           | 4 053                       | 3 658                       |

В селе проживает население 22 национальностей, преобладают русские и турки-месхетинцы.

### Известные люди
- Лысенко, Андрей Гаврилович (1916—2000) — заслуженный художник России
- Фоменко, Владимир Агафонович (1927—1991) — старший чабан племенного завода «Орловский» Орловского района Ростовской области, Герой Социалистического Труда (1966)
- Чирсков, Борис Фёдорович (1904—1966) — советский киносценарист и драматург

## Достопримечательности

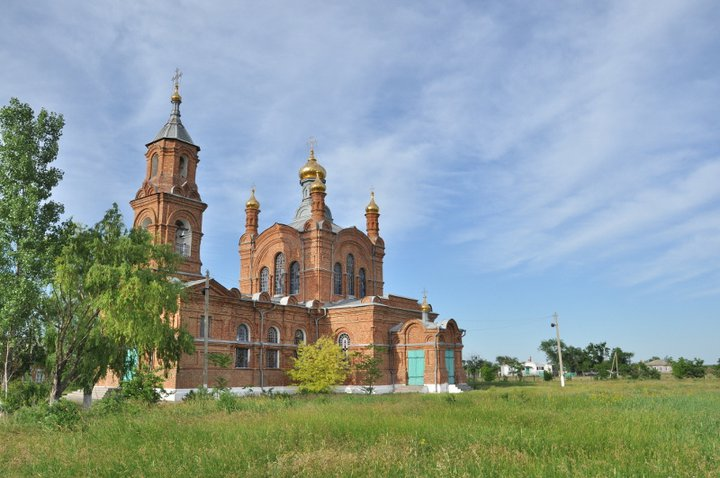
Церковь Георгия Победоносца в селе Сандата, построена не ранее 1904 года

- Церковь Георгия Победоносца, построенная в начале XX века.
- Памятник воинам, погибшим в годы Великой Отечественной войны и братская могила. Мемориальный комплекс воинам, погибшим в годы Великой Отечественной войны, расположен в центре села Сандата. Памятник представляет собой скульптуру коленопреклоненного солдата со знаменем в руке. Скульптура установлена на постаменте высотой 4 метра из металла и бетона. На постаменте написано: «Погибли Вы за честь родной земли, за то, чтоб новых войн не знали дети. Вы отстояли честь родной земли и славить Вас мы будем вечно». Памятник был открыт в 1969 году. Ансамбль памятника обрамлен каменными плитами, на них написаны имена односельчан, погибших в годы Великой Отечественной войны. Рядом захоронен Неизвестный солдат. Перед пьедесталом горит Вечный огонь. В 2010 году у памятника было установлено 105 плит серо-голубых мемориальных плит. На 74-х мемориальных плитах написаны имена 642 сандатовцев, погибших и умерших от ран в годы Великой Отечественной войны.
- Памятник М. И. Калинину[14].